# Türkan Erişmiş
Türkan Erişmiş (ur. 15 stycznia 1984 w Ağrı) – turecka lekkoatletka, specjalizująca się w biegu na 3000 metrów z przeszkodami.

## Osiągnięcia
- srebro młodzieżowych mistrzostw Europy (Erfurt 2005)
- 3 brązowe medale Uniwersjad (Izmir 2005 & Bangkok 2007 & Belgrad 2009)
- brązowy medal mistrzostw Europy w przełajach w kategorii młodzieżowców (San Giorgio su Legnano 2006)

W 2008 Erişmiş reprezentowała Turcję na igrzyskach olimpijskich w Pekinie, gdzie odpadła w eliminacjach na 3000 metrów z przeszkodami, sklasyfikowano ją ostatecznie na 33. pozycji.

## Rekordy życiowe
- bieg na 3000 m z przeszkodami – 9:28,84 (2009) były rekord Turcji